# Margarita Retuerto
Margarita Retuerto Buades (Palma de Mallorca, 10 de noviembre de 1944 - Madrid, 2 de diciembre de 2005) fue una política y abogada española.

## Biografía
Era hija de padre militar. Tras licenciarse en Derecho por la Universidad Complutense de Madrid (1962-67), se hizo abogada. Estudió un máster en Comunidades Europeas y derecho comunitario en la Universidad Politécnica de Madrid (1991) y obtuvo varios títulos en derecho aeronáutico, urbanístico, sanitario y humano.
Tuvo tres hijos. Su marido fue diagnosticado de Alzheimer a los 56 años, lo que la llevó a colaborar con la Asociación de Familiares de Enfermos de Alzheimer, de la que fue vicepresidenta.
Fue también patrona de la Fundación Aequitas, organización del Consejo General del Notariado para la ayuda de las personas necesitadas de especial protección.
Murió el 2 de diciembre de 2005, a los 61 años.

### Académica y divulgadora
Realizó tareas de docencia en varias universidades. Experta en derechos humanos, participó en numerosos congresos y seminarios en el marco de las Naciones Unidas, el Consejo de Europa, el Parlamento Europeo y la Conferencia Europea de Cooperación y Seguridad. Actuó en algunas ocasiones en representación del Consejo General de Poder Judicial. Estas representaciones la llevaron a ser miembro del Comité Español contra el Racismo y del Comité Nacional del 50 aniversario de la declaración de los Derechos Humanos, en representación del Consejo General del Poder Judicial.

### Política
Fue jefa de la Secretaría Técnica del Grupo Parlamentario Popular del Congreso de los Diputados (1978-82). Y vocal del Consejo General del Poder Judicial a propuesta del Partido Popular.

### Defensoría del pueblo
Ocupó los cargos de adjunta segunda (1983) y adjunta primera (1989) del Defensor del Pueblo. Entre 1993 y 1994 fue Defensora del Pueblo de forma interina y, una vez cesada por la designación de Fernando Álvarez de Miranda, recuperó su lugar de adjunta primera, en el que permaneció hasta 1996. En 1995, fue miembro electo de la Comisión Internacional de Juristas, miembro de su comité ejecutivo y de la asamblea de la sección española. Fue la primera directora europea del Instituto Internacional del Defensor del Pueblo.

### Defensora del paciente
En 2002, fue designada en una terna para ocupar el puesto de magistrado del Tribunal Europeo de Derechos Humanos, aunque no consiguió ser elegida. Ese mismo año, fue nombrada para el cargo de nueva creación de Defensora del Paciente de la Comunidad de Madrid, tres años antes de su fallecimiento.

## Condecoraciones
- Medalla de Oro de la Cruz Roja, otorgada por su tarea en defensa de los derechos de los extranjeros, asilo y refugio.
- Gran Cruz de San Raimundo de Peñafort.
- 2006: premio Ramon Llull a título póstumo del Gobierno de las Islas Baleares.

## Obra
- Mi vida junto a un enfermo de Alzheimer (2003). Sobre su experiencia y los problemas éticos que, como cuidadora, se había planteado.